# 泰瑞·放克
泰瑞·放克（英語：Terry Funk，1944年6月30日—2023年8月23日），本名泰倫斯·放克（英語：Terrence Funk），是美國的前演員及職業摔角選手。泰瑞·放克最知名的時期，是在他職業生涯的後期，主要是因為他硬蕊摔角的風格，而這也激勵鼓舞了許多後期選手，包括米克·佛利。在泰瑞·放克的職業生涯中，曾待過各大職業摔角聯盟，包括國家摔角聯盟、美國摔角聯盟、世界摔角聯盟 / 世界摔角娛樂、世界冠軍摔角、極限冠軍摔角、榮耀擂台摔角及永不停止摔角。

## 冠軍及成就

### 世界摔角聯盟 / 世界摔角娛樂
- WWF世界雙打冠軍（一次）
- 世界摔角娛樂名人堂（2009年）

### 國家摔角聯盟
- 國家摔角聯盟名人堂（英语：NWA Hall of Fame）[4]

### 摔角觀察通訊獎（英语：Wrestling Observer Newsletter awards）
- 五星級賽事（1984年；於12月8日與小妥瑞·放克（英语：Dory Funk）對上打手布羅迪（英语：Bruiser Brody）及史丹·漢森（英语：Stan Hansen））
- 五星級賽事（1989年；於11月15日與瑞克·福萊爾）
- 年度最佳鬥爭者（1989年）
- 年度最佳腳跟攻擊（1989年）
- 年度最佳採訪（1989年）
- 年度最佳鬥爭（1989年；與瑞克·福萊爾）
- 摔角觀察通訊名人堂（1996年）